# Erinnerungsmedaille an das 50-jährige Militärjubiläum
Die Erinnerungsmedaille an das 50-jährige Militärjubiläum wurde am 17. März 1840 von König Ernst August von Hannover aus Anlass seines Jubiläums gestiftet.
Ausgezeichnet werden konnten Offiziere, Unteroffiziere und Mannschaften, die wie er dieses Jubiläum an selbigen Tag begingen.
Die silberne runde Medaille zeigt den nach links gewandten Kopf des Stifters mit der Umschrift ERNST AUGUST KÖNIG VON HANNOVER 1837. Rückseitig innerhalb eines unten zusammengebundenen Lorbeerkranzes die zweizeilige Inschrift  17. März 1790 17. März 1840 .
Getragen wurde die Auszeichnung an einem schwarz-gelb-weißen Band auf der linken Brust.